# خوسيه لويس روميرو
خوسيه لويس روميرو (بالإسبانية: José Luis Romero Robledo)‏ لاعب كرة قدم ومدرب إسباني مواليد عام 1945 , لعب لعدة أندية في إسبانيا أهمها نادي برشلونة وإسبانيول , بعد ان اعتزل لعب كرة القدم قام بتدريب عدة أندية في إسبانيا من ضمنها و ريال بتيس وأتلتيكو مدريد , درب نادي برشلونة مباراة واحدة خلال عام 1983 .

## وصلات خارجية
- خوسيه لويس روميرو على موقع قاعدة بيانات كرة القدم.إي يو (الإنجليزية)
- خوسيه لويس روميرو على موقع عالم كرة القدم.نت (الإنجليزية)

1. ↑  خوسيه لويس روميرو لعب ودرب لعدة اندية اسبانية نسخة محفوظة 22 يوليو 2017 على موقع واي باك مشين.
2. ↑  المدرب خوسيه لويس روميرو درب نادي برشلونة مباراة واحدة عام 1983 نسخة محفوظة 05 مارس 2016 على موقع واي باك مشين.